# Iunu
Iunu je bio drevni Egipćanin, a živio je tijekom 4. dinastije. 

## Etimologija
| iwn | nw · O49 |

Iunuovo ime znači "mjesto stupova". To je i ime svetoga grada, danas znanog kao Heliopol(is).  

## Biografija
Iunu je bio svećenik. Imao je naslov "Najveći od Deset od Gornjeg Egipta". Njegov drugi naslov - "kraljev sin" - možda je bio samo počasni naslov, te ne mora značiti da je Iunu bio Kufuov sin.
Iunu je umro u doba faraona Kufua, Snofruovog sina, a pokopan je u Gizi, u mastabi G 4150, gdje je pronađena stela na kojoj je on prikazan pred stolom na kojem je prinio žrtve.